# Cris Lizarraga
Cris Lizarraga Iñárritu (Bilbao, Vizcaya, 8 de mayo de 1992), conocide como Cris Lizarraga, es una cantante y teclista española del grupo Belako. Estudió el grado universitario de Bellas Artes en la Universidad del País Vasco (Campus de Vizcaya), donde conoció a Josu Billelabeitia, voz y guitarra de la banda; y el máster universitario de Investigación en Arte y Creación en la Facultad de Bellas Artes de la Universidad Complutense de Madrid. Asimismo, Cris es une activista bisexual que ha publicado diversos artículos sobre el colectivo bisexual y feminismo, en la revista Pikara Magazine.

## La banda
Cris y Josu comienzan a componer junto con Lore Nekane Billelabeitia, la hermana de Josu y bajista de la banda. Después introducen a Lander Zalakain, el batería. El grupo permanece activo desde 2011. Componen y ensayan en la antigua fábrica del abuelo de Josu y Lore, en el barrio de Belako, en Munguía (Vizcaya). De ahí nacería el nombre de la composición, cuya etimología es “Belea”, “cuervo” en euskera. Belako cuenta con un estilo que flirtea con el post-punk, el rock alternativo y el indie, ellos mismos consideran ser influidos por grupos como Sonic Youth, Joy Division o Pixies. En los últimos años, han participado activamente en el panorama de festivales españoles. Nombres como BBK Live, SOS 4.8, Sonorama, Jazzpana, DCODE, Low Festival, Arenal Sound, FIB y Primavera Sound han contado con la actuación de Belako.
Con Mushroom Pillow, han publicado dos álbumes: Eurie (2013) y Hamen (2016).
En solitario, también han publicado tres álbumes: Render me numb, trivial violence (2018), Plastic drama (2020) y Sigo Regando (2023).
En 2017 en una carta remitida a ICON (El País) denuncia el trato sexista y discriminatorio que Lore y elle sufren por parte de ciertos medios diciendo "que parece que a algunos periodistas les resulta imposible limitarse a hablar de música cuando tratan sobre grupos mixtos o femeninos”.

## Artículos

### Temática bisexual
- Ekain (2020):[7] En este artículo, Cris aborda principalmente las múltiples salidas del armario junto con cómo la cisheteronorma afecta a cómo nos entendemos, a través de las experiencias de un chico trans, Ekain.
- ¿Existe la pluma bi? (2022):[8] El artículo se centra en la estética como reflejo de pertenencia a un grupo o colectivo, abordando la falta de esa representación común en personas bisexuales. Explora como el colectivo bisexual, habituales transeúntes de los no lugares, al no tener una estética específicamente asociada a él, tiene la oportunidad de navegar hasta encontrar su propio estilo, el cual puede ser tan diverso como sus integrantes. Ese camino permite, además, construir fuera de los binarismos y la normatividad de género, proporcionando una herramienta para entendernos a nosotras mismas y, a su vez, ser una arma para visibilizarse. Finalmente, se recalca una importancia crítica a que es un proceso colectivo, en el que les amigues juegan un papel activo.

### Otras temáticas
- "Quítame la culpa" el fanzine de Cristina Lizarraga (2020).[9]
- Un manual de supervivencia generacional (2022).[10]
- El costumbrismo queer de Sara Torres (2023).[11]
- ‘Finlandia’ y las risas enlatadas (2023).[12]
- Las tías chulísimas que vinieron tarde (2023).[13]
- Moda, ¿amiga o enemiga? (2024).[14]
- “La cancelación para los famosos abusadores no existe” (2024).[15]

## Libros
- Best Friends 4ever (2023):[16] Relatos de amigues hablando sobre diferentes conflictos como la culpa, los miedos e incluso el duelo.